# Пољско-шведски рат (1600—1611)
Шведско-пољски рат вођен у периоду 1600—1611. године је први сукоб Шведске и Пољске.

## Увод
Шведско-пољски ратови вођени су, с прекидима, од 1598. до 1660. године за стицање превласти на Балтичком мору и доминације над прибалтичким територијама. После Ливонског рата (1558—1583) у ком је Пољска добила Ливонију, а Шведска Естонију, односи између ове две земље били су веома заоштрени, али је већ 1587. године образована пољско-шведска унија ради заједничке борбе против Русије.
Син шведског краља Зигмунд III 1587. постаје пољски краљ, који 1592. године наслеђује и шведску круну (1592—1604) те настоји да створи велику и снажну шведску државу. Ово изазива отпор пољских магната и католичког свештенства који су тежили да Пољска, а не Шведска стекне превласт на Балтику.

### Сигисмунд III Васа
Шведски престолонаследник Сигисмунд Васа, ватрени католик и језуитски ђак, изабран је за краља Пољске и Литваније 1587. као Жигмунд III Васа.
По очевој смрти 1592, Жигмунд је добио одсуство од годину дана од пољског Сејма и крунисан је за краља Шведске, под условом да поштује протестантизам као државну веру у Шведској (Декларација из Упсале), док је за регента шведски парламент изабрао његовог стрица, војводу Карла. Када се Жигмунд вратио у Пољску, војвода Карло и шведски парламент су 1595. забранили католичку веру у Шведској и почели прогон католика.
Жигмунд се 1598. вратио у Шведску са 5.000 пољских војника и покушао да поврати свој ауторитет, али је потучен код Стенгеброа од протестаната које је водио војвода Карло, принуђен да поново прихвати Декларацију из Упсале и протеран назад у Пољску. Следеће године парламент је збацио Жигмунда и понудио престо његовом сину Владиславу, под условом да пређе у протестантизам: тако је војвода Карло наставио да влада као регент, а од 1604. као Карл IX Шведски (1604—1611).

## Рат
Без подршке Сејма, Жигмунд је 1600. објавио рат Шведској, која је лако освојила Ливонију, али Пољска ју је 1601. повратила.
Године 1605, Карл IX је поново провалио у Ливонију, али је потучен код Кирхолма од далеко мање војске литванског хетмана Јана Карола Ходкевича. Спорадични сукоби настављени су до 1609. када је Ходкевич у току зиме са још мањом војском провалио у шведску Ливонију и заузео Ригу.
Операције су вођене и на мору у области источног Балтика. Из поморске базе у Пуку, пољска флота успешно се супротставља надмоћнијој шведској. Пољска ескадра од 12 бродова поразила је 1606. године шведску ескадру код полуострва Хела, а 1609. године напала Швеђане у Ришком заливу и запалила им део бродова. Ипак, ниједна од зараћених страна није постигла изразитије предности. Смрт Карла IX прекинула је ратне операције и Шведска је 1611. године затражила примирје јер су њене снаге до 1613. године биле ангажоване у рату са Данском, а одмах затим и у рату са Русијом.